# Линдестрем, Михаил Владимирович
Михаил Владимирович Линдестрем (21 апреля 1854 — 1930, Прага) — генерал-майор, участник русско-турецкой и русско-японской войн.

## Биография
Евангелического вероисповедания. Родился в семье офицера. В службу вступил 30 ноября 1874.
Окончил 1-е военное Павловское училище, выпущен в зачислением по армейской пехоте и прикомандированием к лейб-гвардии Измайловскому полку, в составе которого участвовал в русско-турецкой войне 1877—1878.
Подрапорщик (16.04.1878), прапорщик гвардии (9.05.1879), подпоручик (28.03.1882), поручик (24.03.1885).
Окончил Николаевскую академию Генерального штаба, штабс-капитан (30.08.1889), капитан (17.04.1894).
1.11.1891 — 17.04.1894 — адъютант.
1894—1900 — командир роты, полковник (06.12.1899).
27.04.1900 — 13.08.1903 — командир Асландузского резервного батальона.
13.08.1903 — 1.06.1904 — командир 187-го пехотного резервного Холмского полка.
1.06 — 14.11.1904 — командир 216-го пехотного Инсарского полка, с которым участвовал в русско-японской войне.
14.11.1904 — 24.04.1905  — состоял в распоряжении командующего 1-й Маньчжурской армией для замещения должности начальника этапного участка.
24.04.1905 — 25.04.1906 — командир 38-го Восточно-Сибирского стрелкового полка.
25.04.1906 — 24.11.1908 — командир 3-го Новогеоргиевского крепостного пехотного полка.
24.11.1908 — 16.06.1912 — командир 1-й бригады 5-й Сибирской стрелковой дивизии, генерал-майор (24.11.1908).
Городская Управа города Верхнеудинска 10 сентября 1911 года вынесла постановление о наименовании улиц в посёлке Нижняя Берёзовка. Одна из улиц посёлка была названа именем Линдестрема — Линдестремовской.
Уволен от службы по домашним обстоятельствам с мундиром и пенсией (16.06.1912). После начала Первой мировой войны возвращен на службу в том же чине, состоял по Военному министерству (с 26.02.1916).
На 8.05.1930 значился в списке живущих в Болгарии русских ветеранов войны 1877—1878, получавших денежное пособие от болгарского правительства. В том же году умер в Праге.

## Награды
- орден Святого Станислава 3-й ст. (1888)
- орден Святой Анны 3-й ст. (1891)
- орден Святого Станислава 2-й ст. (1894)
- орден Святой Анны 2-й ст. (1896)
- орден Святого Владимира 4-й ст. (1899)
- орден Святого Владимира 3-й ст. с мечами (1905)